# 山下亜希
山下 亜希（やました あき、1982年7月12日 - ）は、香川県善通寺市出身の日本の柔道家。70kg級の選手。身長178cm。組み手は左組み。得意技は内股。

## 経歴
千葉県の市立柏高校に進むと、菊川慶一の指導の下で力を付けるものの、2年の時には全国高校選手権78kg級の初戦で反則負けを喫した。3年の時にはインターハイ団体戦の決勝で福岡工大附属高校と対戦すると、両チームの引き分けが続いて迎えた大将戦において、130kgの前野真由己に払巻込で技ありを取られた他に有効も3つ取られるなど圧倒的にリードされるも、終了20秒ほど前に寝技の展開になった際に崩上四方固で大逆転の一本勝ちを収めてチームの3連覇に貢献する活躍を果たした。東海大学へ進むと、3年の時には学生体重別の70kg級では決勝まで進むが、大学の同級生である七條芳美に敗れた。講道館杯でも決勝で七條に敗れて2位だった。4年の時には選抜体重別の準決勝で世界チャンピオンである三井住友海上の上野雅恵を内股で破ると、決勝でも同じ三井住友海上の貝山仁美を合技で破る快進撃を見せて初優勝を飾った。続く学生体重別では前年に続いて決勝で七條に敗れて2位に終わった。2005年には七條と同じく了徳寺学園の職員になった。また、東海大学の大学院にも進んだ。2006年の実業個人選手権で3位になった。2007年には全日本選手権でベスト16に入った。その後引退して、了徳寺大学の事務員となった。さらに了徳寺柔道クラブの指導員に就任した。2014年には結婚して村上姓になった。

## 主な戦績
- 2000年 - インターハイ 団体戦 優勝
- 2003年 - 学生体重別 2位
- 2003年 - 講道館杯 2位
- 2004年 - 松前カップ 3位
- 2004年 - 選抜体重別 優勝
- 2004年 - 学生体重別 2位
- 2006年 - 実業個人選手権 3位

(出典、JudoInside.com)。